# 第316歩兵師団 (ベトナム陸軍)
第316歩兵師団（Sư đoàn 316 bộ binh）は、ベトナム人民軍（陸軍）の師団の1つ。

## 歴史
- 1951年4月 - 黄花探戦役後、第316師団の編成開始
- 1951年5月1日 - ランソン地区において編成完結式。師団長レ・クアン・バ（ベトナム語版）、政治委員チュー・フイ・マン。第174、第98、第176歩兵連隊、計7千人を管轄。師団編成後、ヴィンフック省の地方部隊と共に敵後方で遊撃戦を展開した。所属部隊は、中国広西を後背地とし、徐成功（元第188師参謀長）を長とする中国軍事顧問団が訓練と作戦を指導した。
- 1951年12月 - ホアビン戦役中、第316師団と第320師団は、第304師団、第308師団、第312師団、第351砲兵師団と遊撃戦を展開しつつ、フランス軍の拠点を撃破していった。
- 1952年 - 西北戦役に参加し、主攻を担当
- 1953年 - 北ラオス戦役に参加。ディエンビエンフーの戦いでは、東側の拠点群を撃滅する任務を遂行した。インドシナ戦争終結後、第176連隊が師団を離れ、第148連隊が配属された。
- 1954年～1961年 - ライチャウ省に駐屯
- 1958年 - 第187砲兵連隊新設

ベトナム戦争時、第316師団は、主としてラオス北部のジャール＝シエンクワーン平原地区を転戦し、ナムタップ戦役、国道9号線＝南ラオス戦役、ジャール平原＝シエンクワーン戦役に参加した。
- 1974年末 - 500両の自動車に分乗して南方のタイグエン戦役に参加。
- 1975年3月27日 - 新編の第3軍（タイグエン兵団）に編入され、ホーチミン戦役に参加した。国道14号線沿いに西貢に進撃し、同市の西北部を占領した。南ベトナム解放後、タイグエン地区に駐屯し、一部部隊を派出して第316B師団を編成した。
- 1976年6月 - 第3軍を離れ、ライチャウ省平呂盧地区に駐屯
- 1978年6月30日 - 第2軍区設置後、軍区作戦部隊となる。

### 中越戦争
ベトナム当局は、第316師団を対中国戦部隊と想定し、移動前に華僑将兵を排除し、移動後は中国を仮想敵とした軍事演習を行っていた。総政治局主任朱輝珉は、1978年3月と1979年1月の2度に渡り第316師団を動員し、師団の全将兵にタバコ「ディエンビエンフー」を送り、師団を激励した。
1979年2月17日、中越戦争勃発。18日、配下の第148連隊、第174連隊、第98連隊第7大隊、第187砲兵連隊の1個大隊が平盧からサパに移動し、国道10号線沿いにラオカイ地区に増援に赴いた。21日、先遣部隊の第148連隊が代乃地区に到着し、第345師団と共に中国軍の挟撃を企図した。22日、中国第13軍が付近の高地を占領し、第316師団と第345師団の連携が遮断された。第148連隊は、2日間で30回攻撃したが、900人の損害を出して失敗した。中国軍は、第149師に第32師第95団と軍区坦克団第3営を増強し、第316師団の撃滅を企図した。27日、中国軍の反撃が始まり、3月3日にサパ中心部が陥落し、3月5日に戦闘が終結した。戦闘の結果、第174連隊、第148連隊第5大隊、第98連隊第7大隊、第148大隊第4大隊及びサパ独立大隊が壊滅し、約2,300人の損害を出した。封土地区に残置されていた第98連隊（第7大隊欠）も、中国第11軍により撃破された。中越戦争全体を通して、第316師団は計3千人の損害を出した。
1979年4月、新編の第6軍（後に第29軍に改称。滔江兵団）に編入。戦後1ヶ月間で戦前の戦力に回復すると同時に、1個戦車大隊、1個砲兵大隊が増設された。同年7月、1個対戦車砲大隊が増設された。

### 中越国境紛争
1984年4月末～5月初め、中国第14軍が老山を占領した後、第2軍区は、「MB-84」戦役計画を発動し、失地回復を図った。6月11日、連隊規模の攻撃が行われたが、撃退された。ベトナム軍は、第174連隊をハザン地区に進出させ、2次攻撃のための戦力を増強した。7月12日、ベトナム軍は、老山地区に対して師団規模の攻撃を開始した。第174連隊は、那拉地区の142号、149号高地を攻撃したが、中国第119団との10時間に渡る激戦の後、300人の損害を出して攻撃は頓挫した。

## 編制
- 第98歩兵連隊 （Trung đoàn 98 bộ binh）
- 第148歩兵連隊 （Trung đoàn 148 bộ binh）
- 第174歩兵連隊 （Trung đoàn 174 bộ binh）
- 第178砲兵連隊 （Trung đoàn 178 pháo binh）